# Days Like This (ER)
Days Like This is de zesde aflevering van het tweede seizoen van de televisieserie ER, die voor het eerst werd uitgezonden op 2 november 1995.

## Verhaal
Nu Dr. Greene regelmatig bij Dr. Ross logeert ziet hij dingen die hij liever niet ziet. Op een ochtend ziet hij dat Harper, een medisch studente, de nacht heeft doorgebracht bij Dr. Ross. Nu staat hij voor een dilemma, moet hij dit melden aan het management omdat doktoren geen seksuele relatie mogen hebben met studenten. Dr. Ross verklaart dat dit gebeurd is na een emotionele dag met de behandeling van een vierjarige aidspatiënt. Als Dr. Ross denkt dat dit het enige probleem is hoort hij dat zijn contract waarschijnlijk niet verlengd wordt en dat hij op zoek kan gaan voor een andere baan.
Carter heeft een oogje op Harper en is geschokt als hij van haar hoort waar zij de afgelopen nacht heeft doorgebracht. Hij weet niet wat hij hiermee aan moet, hij wil boos op haar worden maar zijn gevoelens zijn te sterk voor haar.
Dr. Benton is onaangenaam verrast als hij ineens Jeanie Boulet weer ontmoet op de werkvloer, zij begint met haar stage op de SEH.
Hathaway heeft besloten om haar eerste huis te kopen en ontmoet haar notaris op de SEH. Het valt de notaris op dat zij het zetten van haar handtekening uitstelt, hij vermoedt dat zij nog twijfelt.
Als het personeel hoort dat Randi Fronczak een strafblad heeft worden er weddenschappen afgesloten voor wat zij deze heeft. Alleen een probleem als blijkt dat niemand aan haar wil vragen voor wat zij een strafblad heeft.

## Rolverdeling

### Hoofdrol
- Anthony Edwards - Dr. Mark Greene
- George Clooney - Dr. Doug Ross
- Sherry Stringfield - Dr. Susan Lewis
- Eriq La Salle - Dr. Peter Benton
- Laura Innes - Dr. Kerry Weaver
- David Spielberg - Dr. Neil Bernstein
- Ron Rifkin - Dr. Carl Vucelich
- William H. Macy - Dr. David Morgenstern
- Noah Wyle - John Carter
- Christine Elise - Harper Tracy
- Gloria Reuben - Jeanie Boulet
- Julianna Margulies - verpleegster Carol Hathaway
- Ellen Crawford - verpleegster Lydia Wright
- Deezer D - verpleger Malik McGrath
- Laura Cerón - verpleegster Chuny Marquez
- Vanessa Marquez - verpleegster Wendy Goldman
- Kristin Minter - Randi Fronczak
- Abraham Benrubi - Jerry Markovic
- Ron Eldard - ambulancemedewerker Ray 'Shep' Shepard
- Emily Wagner - ambulancemedewerker Doris Pickman
- Lyn Alicia Henderson - ambulancemedewerker Pamela Olbes

### Gastrol
- Robert Picardo - notaris Abraham Zimble
- Guillermo Díaz - Jorge
- Mike Genovese - politieagent Al Grabarsky
- Ivory Ocean - Mr. Preston
- Boris Cabrera - Rico
- Nike Doukas - Mrs. O'Connor
- Michael Galeota - Joseph O'Connor
- Alejandra Flores - Mrs. Valdez
- Marlo Lovitch - Janie

en vele andere